# Самарская городская клиническая больница имени Н. И. Пирогова
«Сама́рская городска́я клини́ческая больни́ца № 1 и́мени Н. И. Пирого́ва» (разг.: «Пирого́вка») — крупное многопрофильное лечебное учреждение. Оказывает стационарную медицинскую помощь населению, в том числе высокотехнологичную и консультативно-диагностическую. Состоит более чем из 20 отделений, в том числе 9 хирургических. Основана в 1875 году как самарская земская больница. Комплекс больничных зданий занимает квартал между улицами: Мичурина, Полевой, Больничной и проспектом Ленина.

## История
Во второй половине XIX века на средства Самарского губернского земства было начато строительство больницы, которая носила название Земской — открыта в 1875 году — первым старшим врачом стал Нестор Постников.
В 1872 году для проектирования новой больницы из Петербурга был приглашён академик архитектуры Иван Штром. Вскоре был составлен план, место для больницы отведено в прямоугольнике 150 (320,04 м) на 100 (213,36 м) саженей (улицы Первомайская и Больничная отделяли территорию больницы от фруктового сада купца 3-й гильдии, молоканина Акинфия Прохоровича Грачёва (разг. — Молоканский сад) и от Солдатской слободы — в то время окраина города), и в том же году приступили к постройке больницы. Впервые в России для губернского медицинского учреждения возводились больничные павильоны, а не одно большое здание.
6 октября (20 октября) 1875 года с торжественным молебном и речами отцов города в Самаре состоялось открытие Губернской земской больницы.
По тем временам это было передовое лечебное учреждение на 255 коек, размещённых в четырёх каменных и четырнадцати деревянных строениях. Первым старшим врачом губернской больницы был Антон Фёдорович Кулеша. П. В. Алабин в своей книге «25 лет Самары как губернского города» писал: «Самарская земская больница служит как бы центром, в котором сосредотачивается всесторонняя разработка вопросов, касающихся народной медицины губернии». С примыкающим к нему медицинским факультетом Самарского государственного университета (1919—1927), а ныне медицинским колледжем им. Нины Ляпиной.
В 1881 году в больнице появился первый эндоскоп в России.
В 1886 году на базе больницы была создана вторая в России (после Одессы) и третья в мире (после Парижа) Пастеровская станция по борьбе с бешенством.
В 1890 году в больнице было 5 штатных и 9 сверхштатных ординаторов.
С 1914 по 1919 годы многие сотрудники больницы были призваны в армию во время Первой мировой войны, они принимали участие и в Гражданской войне.
Начиная с 1919 года, когда был открыт медицинский факультет при Самарском университете, практически все клинические кафедры располагались на базе больницы, которой было присвоено имя великого русского хирурга Н. И. Пирогова.
В годы Великой Отечественной войны в больницу поступили тысячи раненых, спасение жизни которых стало возможным благодаря самоотверженной работе врачей.
С 1957 года стал изменяться облик больницы. Постепенно сносились старые деревянные бараки, а на их месте возводились новые каменные корпуса. В 1957 году был выстроен хирургический корпус на 200 коек, в 1962 году — родильный дом и новый пищеблок. В 1981 году было построено ожоговое отделение.
В 1975 году больница отметила 100-летие со дня основания. 17 октября 1975 года вышел Указ Президиума Верховного Совета СССР о награждении Центральной больницы имени Н. И. Пирогова города Куйбышева орденом «Знак Почета».
В период с конца 80-х до середины 2000-х в больнице проводились масштабная реорганизация и внедрение новых технологий диагностики и лечения. Были созданы:
- центры по лечению больных с термическими поражениями и гастродуоденальными кровотечениями,
- отделения гемодиализа, эндоскопии, ультразвуковой диагностики.

В больнице начинал трудовую деятельность народный комиссар здравоохранения СССР Н. А. Семашко, а главный врач больницы семидесятых годов прошлого века В. И. Калинин в 1990 году стал министром здравоохранения РСФСР.
В 2018 году больница имени Н. И. Пирогова являлась уполномоченной больницей Чемпионату мира по футболу.

## Главные врачи
- 1875 — Антон Фёдорович Куле́ша
- 1914 — Л. Н. Муханов
- 1936—1939 — Георгий Митерёв
- 1940—1943 — И. А. Сокурский
- 1943—1948 — Б. И. Дмитриев
- 1948—1949 — С. Ф. Кузьменко
- 1949—1958 — Н. С. Барков
- 1970 — Леонид Бирюков
- 1975—1979 — Вячеслав Иванович Калинин
- 1993—2005 — Павел Ромашев
- 2006—2010 — Александр Вавилов
- 2011—2017 — Валерий Кириллов[13][13]
- 2017—2022 — Александр Вавилов[14]
- 2022 — н. в. — Анатолий Титов[15]

## События
17 января 1953 года в результате пожара в конюшне больницы погибло три лошади и сгорел весь запас сена.
10 февраля 1999 года в результате пожара в Самарском ГУВД в течение нескольких часов в больницу поступило 157 пострадавших. Одного привезли уже в состоянии клинической смерти, наступившей в машине, в больнице умерло еще два человека[значимость факта?].